# Gran Premio de la Comunidad Valenciana de 1999
El Gran Premio de la Comunidad Valenciana de 1999 fue la decimosegunda prueba del Campeonato del Mundo de Motociclismo de 1999. Tuvo lugar en el fin de semana del 17 al 19 de septiembre de 1999 en el Circuito Ricardo Tormo, situado en Cheste, Comunidad Valenciana, España. La carrera de 500cc fue ganada por Régis Laconi, seguido de Kenny Roberts Jr y Garry McCoy. Tohru Ukawa ganó la prueba de 250cc, por delante de Franco Battaini y Loris Capirossi. La carrera de 125cc fue ganada por Gianluigi Scalvini, Emilio Alzamora fue segundo y Noboru Ueda tercero.

## Resultados

### Resultados 500cc
| Pos.    | N.º | Piloto              | Constructor | Vueltas | Tiempo      | Parrilla | Pts. |
| ------- | --- | ------------------- | ----------- | ------- | ----------- | -------- | ---- |
| 1       | 55  | Régis Laconi        | Yamaha      | 30      | 53:23.825   | 1        | 25   |
| 2       | 10  | Kenny Roberts Jr    | Suzuki      | 30      | +3.548      | 9        | 20   |
| 3       | 24  | Garry McCoy         | Yamaha      | 30      | +4.609      | 8        | 16   |
| 4       | 8   | Tadayuki Okada      | Honda       | 30      | +6.155      | 4        | 13   |
| 5       | 4   | Carlos Checa        | Yamaha      | 30      | +22.031     | 5        | 11   |
| 6       | 6   | Norick Abe          | Yamaha      | 30      | +22.144     | 6        | 10   |
| 7       | 2   | Max Biaggi          | Yamaha      | 30      | +36.985     | 2        | 9    |
| 8       | 19  | John Kocinski       | Honda       | 30      | +37.198     | 7        | 8    |
| 9       | 15  | Sete Gibernau       | Honda       | 30      | +43.376     | 14       | 7    |
| 10      | 5   | Alex Barros         | Honda       | 30      | +43.420     | 10       | 6    |
| 11      | 31  | Tetsuya Harada      | Aprilia     | 30      | +1:09.478   | 15       | 5    |
| 12      | 9   | Nobuatsu Aoki       | Suzuki      | 30      | +1:12.741   | 11       | 4    |
| 13      | 22  | Sébastien Gimbert   | Honda       | 30      | +1:26.833   | 20       | 3    |
| 14      | 52  | José David de Gea   | Honda       | 30      | +1:43.106   | 18       | 2    |
| 15      | 20  | Mike Hale           | Modenas KR3 | 29      | +1 Vuelta   | 17       | 1    |
| 16      | 21  | Michael Rutter      | Honda       | 29      | +1 Vuelta   | 21       |      |
| 17      | 32  | Marc Garcia         | Honda       | 28      | +2 Vueltas  | 22       |      |
| Ret     | 3   | Àlex Crivillé       | Honda       | 25      | Accidente   | 3        |      |
| Ret     | 25  | José Luis Cardoso   | TSR-Honda   | 23      | Retirado    | 19       |      |
| Ret     | 14  | Juan Bautista Borja | Honda       | 22      | Accidente   | 12       |      |
| Ret     | 17  | Jurgen vd Goorbergh | MuZ Weber   | 21      | Retirado    | 13       |      |
| Ret     | 68  | Mark Willis         | Modenas KR3 | 6       | Accidente   | 16       |      |
| DNQ     | 27  | Bernard Garcia      | MuZ Weber   |         | No calificó |          |      |
| WD      | 26  | Haruchika Aoki      | TSR-Honda   |         | Abandono    |          |      |
| Fuente: |     |                     |             |         |             |          |      |

### Resultados 250cc
| Pos.    | N.º | Piloto             | Constructor | Vueltas | Tiempo    | Parrilla | Pts. |
| ------- | --- | ------------------ | ----------- | ------- | --------- | -------- | ---- |
| 1       | 4   | Tohru Ukawa        | Honda       | 27      | 49:50.449 | 5        | 25   |
| 2       | 21  | Franco Battaini    | Aprilia     | 27      | +5.125    | 9        | 20   |
| 3       | 1   | Loris Capirossi    | Honda       | 27      | +10.224   | 2        | 16   |
| 4       | 56  | Shinya Nakano      | Yamaha      | 27      | +14.848   | 1        | 13   |
| 5       | 7   | Stefano Perugini   | Honda       | 27      | +34.042   | 12       | 11   |
| 6       | 12  | Sebastián Porto    | Yamaha      | 27      | +37.495   | 10       | 10   |
| 7       | 24  | Jason Vincent      | Honda       | 27      | +44.911   | 13       | 9    |
| 8       | 46  | Valentino Rossi    | Aprilia     | 27      | +1:01.011 | 4        | 8    |
| 9       | 14  | Anthony West       | TSR-Honda   | 27      | +1:10.352 | 15       | 7    |
| 10      | 66  | Alex Hofmann       | TSR-Honda   | 27      | +1:18.683 | 17       | 6    |
| 11      | 37  | Luca Boscoscuro    | TSR-Honda   | 27      | +1:20.847 | 8        | 5    |
| 12      | 22  | Lucas Oliver Bultó | Yamaha      | 27      | +1:23.051 | 19       | 4    |
| 13      | 44  | Roberto Rolfo      | Aprilia     | 27      | +1:24.329 | 11       | 3    |
| 14      | 36  | Masaki Tokudome    | TSR-Honda   | 27      | +1:26.837 | 22       | 2    |
| 15      | 10  | Fonsi Nieto        | Yamaha      | 27      | +1:45.669 | 30       | 1    |
| 16      | 15  | David García       | Yamaha      | 27      | +1:48.927 | 25       |      |
| 17      | 18  | Scott Smart        | Aprilia     | 27      | +1:49.731 | 20       |      |
| 18      | 60  | Alex Debón         | Honda       | 26      | +1 Vuelta | 29       |      |
| 19      | 41  | Jarno Janssen      | TSR-Honda   | 26      | +1 Vuelta | 21       |      |
| Ret     | 58  | Matías Ríos        | Aprilia     | 24      | Retirado  | 24       |      |
| Ret     | 9   | Jeremy McWilliams  | Aprilia     | 22      | Retirado  | 7        |      |
| Ret     | 17  | Maurice Bolwerk    | TSR-Honda   | 21      | Retirado  | 18       |      |
| Ret     | 19  | Olivier Jacque     | Yamaha      | 20      | Retirado  | 3        |      |
| Ret     | 57  | Ismael Bonilla     | Honda       | 20      | Retirado  | 27       |      |
| Ret     | 23  | Julien Allemand    | TSR-Honda   | 17      | Retirado  | 16       |      |
| Ret     | 62  | Álvaro Molina      | Honda       | 15      | Retirado  | 31       |      |
| Ret     | 6   | Ralf Waldmann      | Aprilia     | 14      | Retirado  | 6        |      |
| Ret     | 91  | David Ortega       | TSR-Honda   | 9       | Retirado  | 26       |      |
| Ret     | 16  | Johan Stigefelt    | Yamaha      | 6       | Retirado  | 28       |      |
| Ret     | 11  | Tomomi Manako      | Yamaha      | 6       | Retirado  | 14       |      |
| Ret     | 69  | Daniel Ribalta     | Yamaha      | 0       | Retirado  | 23       |      |
| Fuente: |     |                    |             |         |           |          |      |

### Resultados 125cc
| Pos.    | N.º | Piloto               | Constructor | Vueltas | Tiempo    | Parrilla | Pts. |
| ------- | --- | -------------------- | ----------- | ------- | --------- | -------- | ---- |
| 1       | 8   | Gianluigi Scalvini   | Aprilia     | 25      | 47:36.994 | 8        | 25   |
| 2       | 7   | Emilio Alzamora      | Honda       | 25      | +7.957    | 7        | 20   |
| 3       | 6   | Noboru Ueda          | Honda       | 25      | +28.360   | 12       | 16   |
| 4       | 21  | Arnaud Vincent       | Aprilia     | 25      | +32.455   | 1        | 13   |
| 5       | 17  | Steve Jenkner        | Aprilia     | 25      | +39.038   | 11       | 11   |
| 6       | 23  | Gino Borsoi          | Aprilia     | 25      | +1:09.267 | 13       | 10   |
| 7       | 16  | Simone Sanna         | Honda       | 25      | +1:34.477 | 9        | 9    |
| 8       | 15  | Roberto Locatelli    | Aprilia     | 25      | +1:35.606 | 10       | 8    |
| 9       | 85  | David Micó           | Aprilia     | 25      | +1:35.921 | 29       | 7    |
| 10      | 12  | Randy de Puniet      | Aprilia     | 25      | +1:39.107 | 25       | 6    |
| 11      | 44  | Alessandro Brannetti | Aprilia     | 25      | +1:39.479 | 20       | 5    |
| 12      | 1   | Kazuto Sakata        | Honda       | 25      | +1:50.845 | 22       | 4    |
| 13      | 18  | Reinhard Stolz       | Honda       | 24      | +1 Vuelta | 26       | 3    |
| 14      | 55  | Toni Elías           | Honda       | 24      | +1 Vuelta | 27       | 2    |
| 15      | 29  | Gelete Nieto         | Honda       | 24      | +1 Vuelta | 19       | 1    |
| 16      | 20  | Bernhard Absmeier    | Aprilia     | 24      | +1 Vuelta | 28       |      |
| 17      | 53  | Emilio Delgado       | Honda       | 24      | +1 Vuelta | 30       |      |
| Ret     | 54  | Manuel Poggiali      | Aprilia     | 21      | Retirado  | 18       |      |
| Ret     | 10  | Jerónimo Vidal       | Aprilia     | 20      | Retirado  | 15       |      |
| Ret     | 86  | Iván Martínez        | Aprilia     | 13      | Accidente | 23       |      |
| Ret     | 4   | Masao Azuma          | Honda       | 12      | Accidente | 4        |      |
| Ret     | 13  | Marco Melandri       | Honda       | 12      | Accidente | 2        |      |
| Ret     | 11  | Max Sabbatani        | Honda       | 11      | Accidente | 24       |      |
| Ret     | 9   | Frédéric Petit       | Aprilia     | 11      | Accidente | 21       |      |
| Ret     | 32  | Mirko Giansanti      | Aprilia     | 11      | Retirado  | 14       |      |
| Ret     | 22  | Pablo Nieto          | Derbi       | 6       | Accidente | 3        |      |
| Ret     | 26  | Ivan Goi             | Honda       | 6       | Accidente | 16       |      |
| Ret     | 5   | Lucio Cecchinello    | Honda       | 6       | Accidente | 5        |      |
| Ret     | 41  | Youichi Ui           | Derbi       | 3       | Accidente | 6        |      |
| Ret     | 56  | Adrián Araujo        | Honda       | 3       | Retirado  | 17       |      |
| Fuente: |     |                      |             |         |           |          |      |